# Descoperirea Braziliei

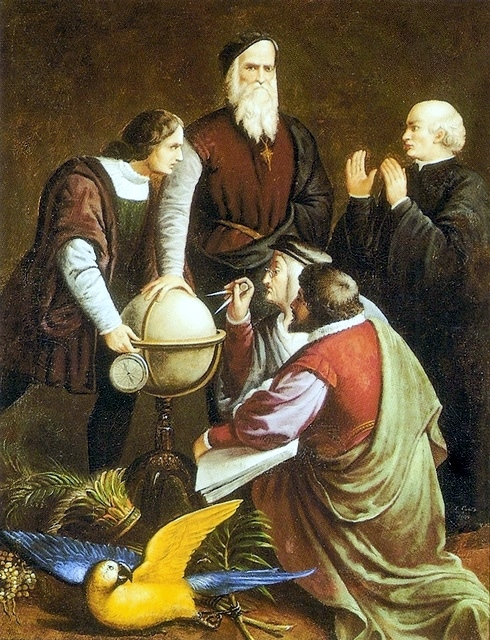
Alegoria Lumii Noi.
Disputa între cosmógrafi, José Antonio da Cunha Couto, 1892.

Descoperirea Braziliei (portugheză descobrimento do Brasil) reprezinta sosirea, în anul 1500, a flotei comandate de Pedro Álvares Cabral pe coasta teritoriului sud-american, unde se află astăzi statul brazilian și luarea în posesie de către regatul Portugaliei.

## Flota

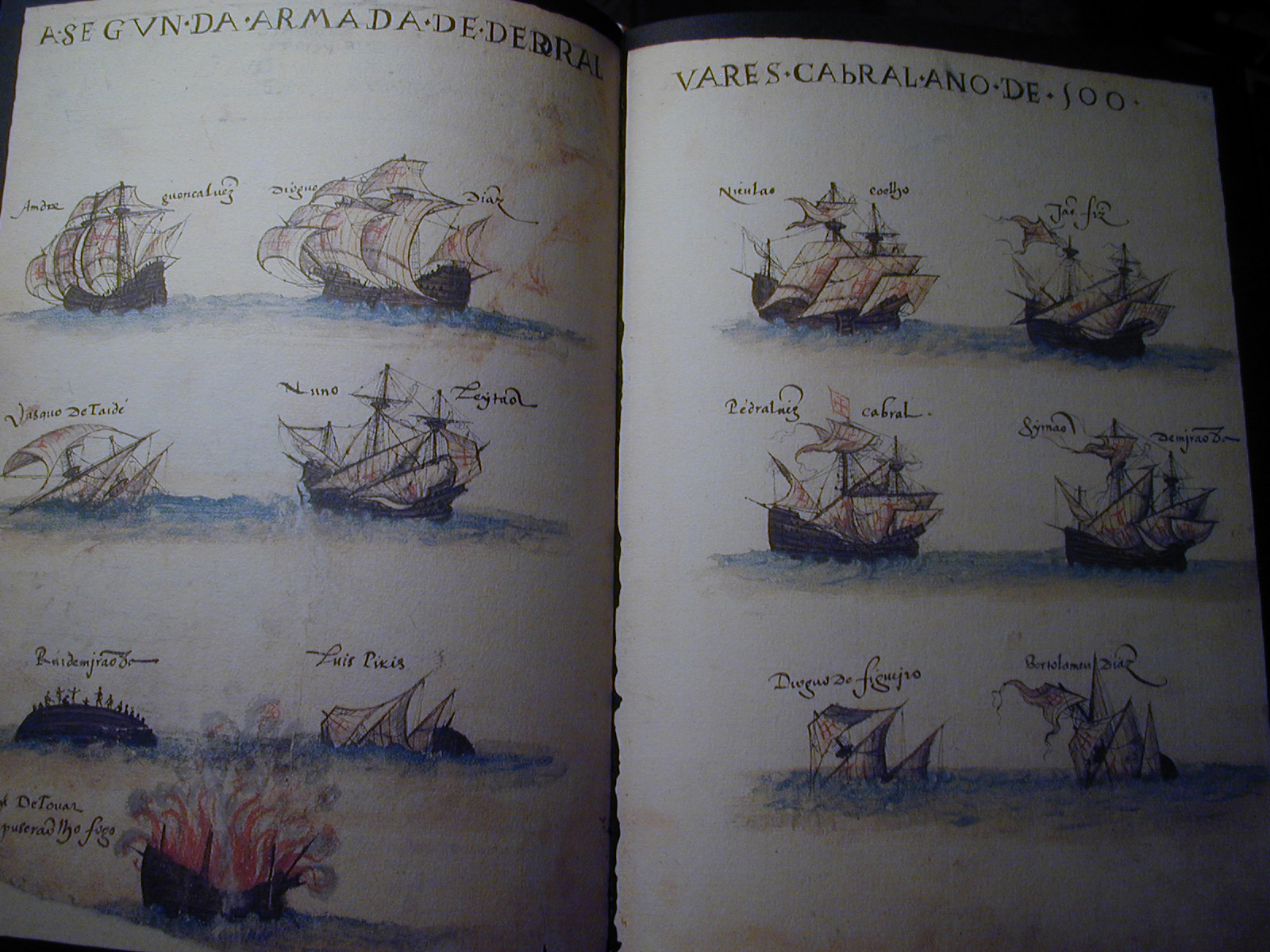
Armada de Pedro Alvares Cabral. Livro de Lisuarte de Abreu, 1565.

Confirmând succesul descoperirii rutei maritime către Indii, regele D. Manuel I a pregătit rapid o nouă flotă pentru Indii mult mai mare decât cea a lui Vasco da Gama .
Flota era formată din treisprezece nave, dar lista exactă a navelor expediției rămâne incertă.
Potrivit unui document , aceasta includea navele Espírito Santo, Santa Cruz, Fror de la Mar, care a naufragiat în 1511, São Pedro, Vitória și Espera, și galionul Trindade care sunt cele care s-au întors la Lisabona la întoarcere din Indii. Alte documente  adaugă Anunciada, São Pedro, El-Rei și Berrio care, comandate de Nicolau Coelho, au participat la expediția lui Vasco da Gama.
Se estimează că erau peste o mie de echipaje. Pentru prima dată, o flotă este comandată de un nobil: Pedro Álvares Cabral, fiul lui Fernão Cabral, primarul din Belmonte, pe nava-amiral El-Rei. São Pedro era comandat de Pero de Atayade  și Annunciada comandat de Nuno Leitão.
Ceilalți comandanți ai navelor au fost Sancho de Tovar  (subcomandantul escadronului), Simon de Miranda, Bartolomeu Dias, Pedro Dias, Gaspar de Lemos, Simon de Pina, Vasco de Ataíde , Nicolau Coelho, Ayres Gomes da Silva și Luis Pires  . În echipaj au mai fost incluși astronomul João Emenelaus  și secretarul Pero Vaz de Caminha, care a fost trimiși la ghișeul Calecut.
Escadrila a transportat alimente timp de 18 luni .
Cu puțin înainte de plecare, regele a avut o liturghie celebrata la mănăstirea Belém, prezidată de Diogo Ortiz, episcopul de Ceuta. Acolo a fost binecuvântat un steag cu armele regatului, care a fost dăruit personal de rege lui Cabral.
Se spune ca Vasco da Gama ar fi făcut multe recomandări pentru călătoria lungă și în special că, pentru a nu se rătăci unele de altele,navele trebuiau bine coordonate: înainte de fiecare schimbare de direcție, nava amiral trebuia să tragă două bubuituri de tun și să aștepte răspunsul tuturor celorlalte.

## Călătoria

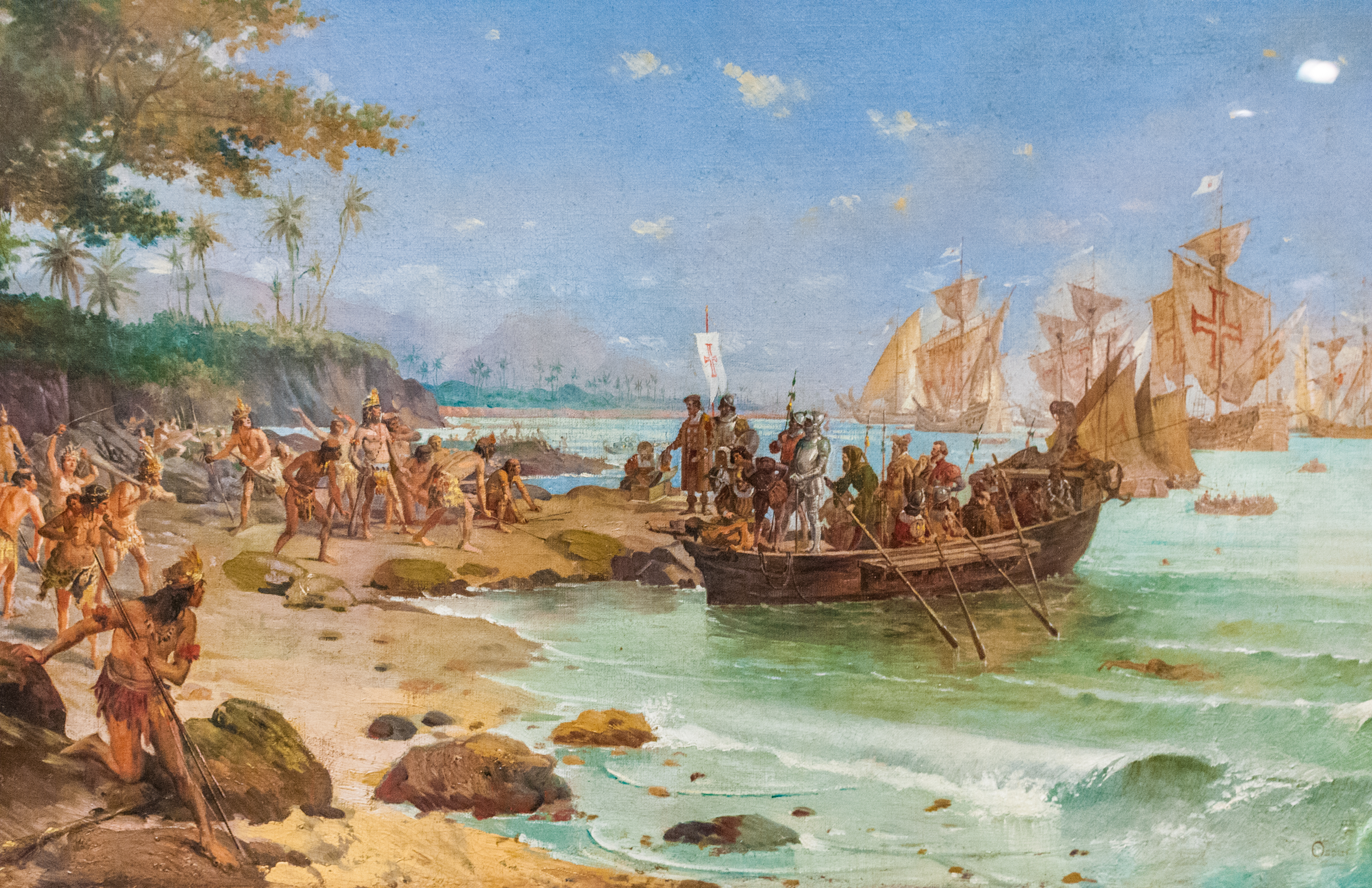
Sosirea lui Pedro Álvares Cabral la Porto Seguro în 1500 de către Oscar Pereira da Silva (1865–1939).

Marea flotă de 13 nave a ridicat ancora din Restelo pe 9 martie 1500 cu obiectivul oficial de a stabili relații comerciale cu porturile din Oceanul Indian Calicut, Cananor și Sofala începute de Vasco da Gama.
Pe 14 martie au ajuns în Insulele Canare și pe 22 martie în Capul Verde . A doua zi, barca lui Vasco da Atayade a dispărut în mod misterios.
Pe 22 aprilie (2 mai, gregorian), accident sau misiune secretă de a oficializa o posesie, vedem " terra chã, com grandes arvoredos : ao urca „(Un teren cu copaci mari: un munte). Acest deal a fost numit de Cabral de Monte Pascoal, iar pământul, Terra da Vera Cruz (Țara Adevăratei Cruci). Astăzi este Porto Seguro, în statul Bahia.
Profitând de vânturile alizee, escadrila a navigat de-a lungul coastei de nord în căutarea unui golf, care a fost găsit în cele din urmă cu puțin timp înainte de căderea nopții pe 24 aprilie, într-un loc care se va numi golful Cabrália. Ei au rămas acolo până pe 2 mai, când și-au reluat călătoria spre India, ducând la îndeplinire planul oficial de călătorie și lăsând doi bărbați condamnați și doi marinari care dezertaseră. Începea ocuparea Braziliei de către europeni.

## Sosire la Vera Cruz

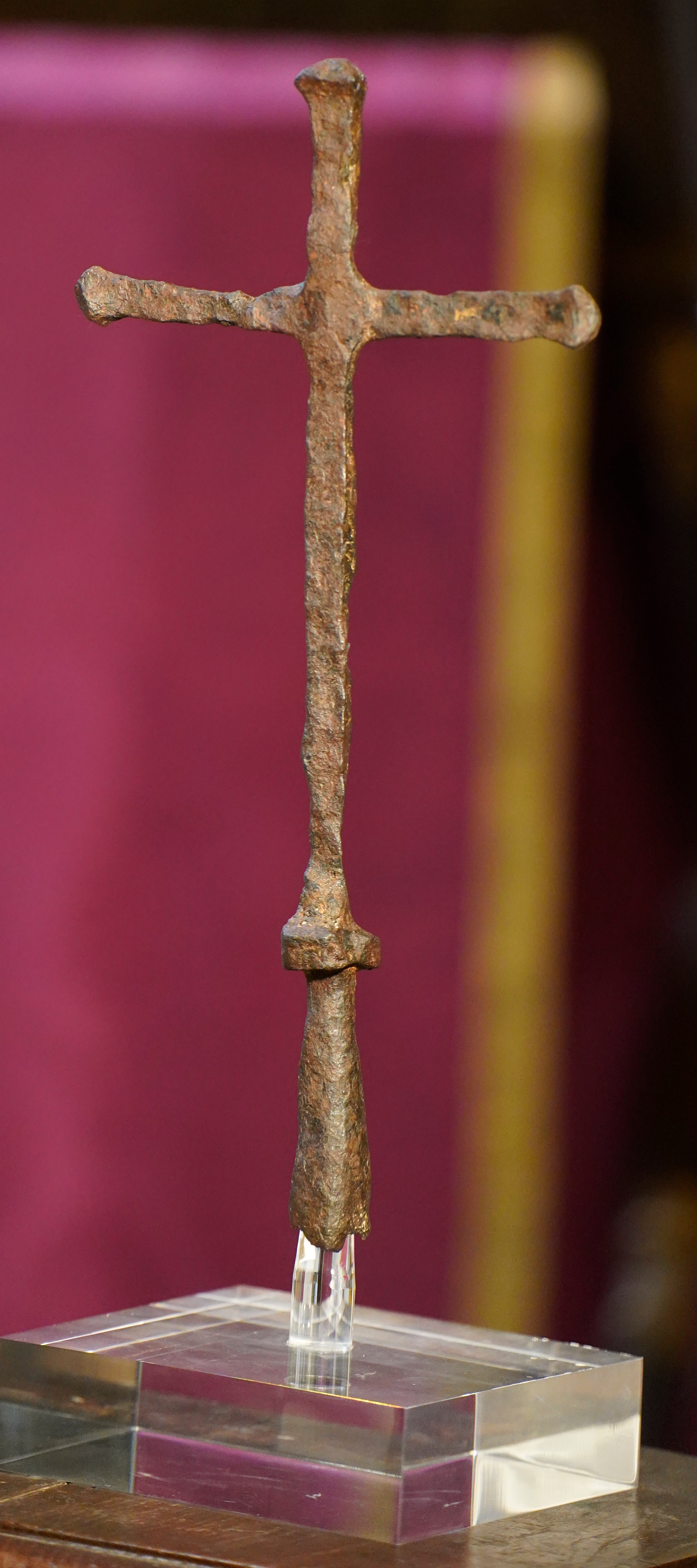
Cruce folosită la prima liturghie din Brazilia în prezent în Catedrala din Braga

Pe 24 aprilie, Cabral primește băștinași la bordul ambarcațiunii sale. Însoțit de Sancho de Tovar, Simon de Miranda, Nicolau Coelho, Aires Correia și Pero Vaz de Caminha, a primit un grup de băștinași care știau imediat să identifice aurul și argintul care se afla pe vapor (era un fir de aur și un potir de argint). Faptul acesta le-a demonstrat portughezilor că aceste două metale existau în regiune.
Secretarul de bord, Pero Vaz de Caminha, a explicat foarte bine această întâlnire într-o scrisoare celebră. Șocul cultural este evident. Nativii, cu excepția unui papagal, nu au recunoscut niciunul dintre animalele aduse de navigatori. Li s-a oferit mâncare și vin, care au fost respinse  .
Nativii au început să învețe despre religia portughezilor, asistând la prima liturghie celebrată de părintele Henri de Coimbra pe 26 aprilie 1500. Crucea a fost plantată în noul pământ portughez, care a primit numele de Insula Vera Cruz. După această primă masă, flota a pornit din nou spre Indii, dar a trimis în Portugalia o navă comandată de Gaspar de Lemos, cu scrisoarea lui Pero Vaz de Caminha.

## Popoarele native

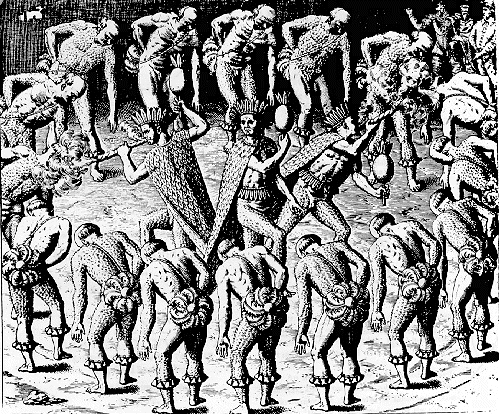
Tupinamba în opera lui Hans Staden în.

În timpul descoperirii Braziliei de către portughezi, coasta era ocupată de două națiuni indigene din trunchiul lingvistic tupi.: Tupinambas, care ocupau o fâșie cuprinsă între Camamu și gura Rio São Francisco, și Tupiniquins, care se întindea de la Camamu până la limita actualului stat Espirito Santo. Dar, în interiorul țării, pe o fâșie paralelă cu cea a Tupiniquinilor, se aflau Aymorés. Aceste grupuri ocupau teritoriul de numai două secole și, probabil, veniseră de la Haut-Xingu din Amazon.

### Surse parțiale

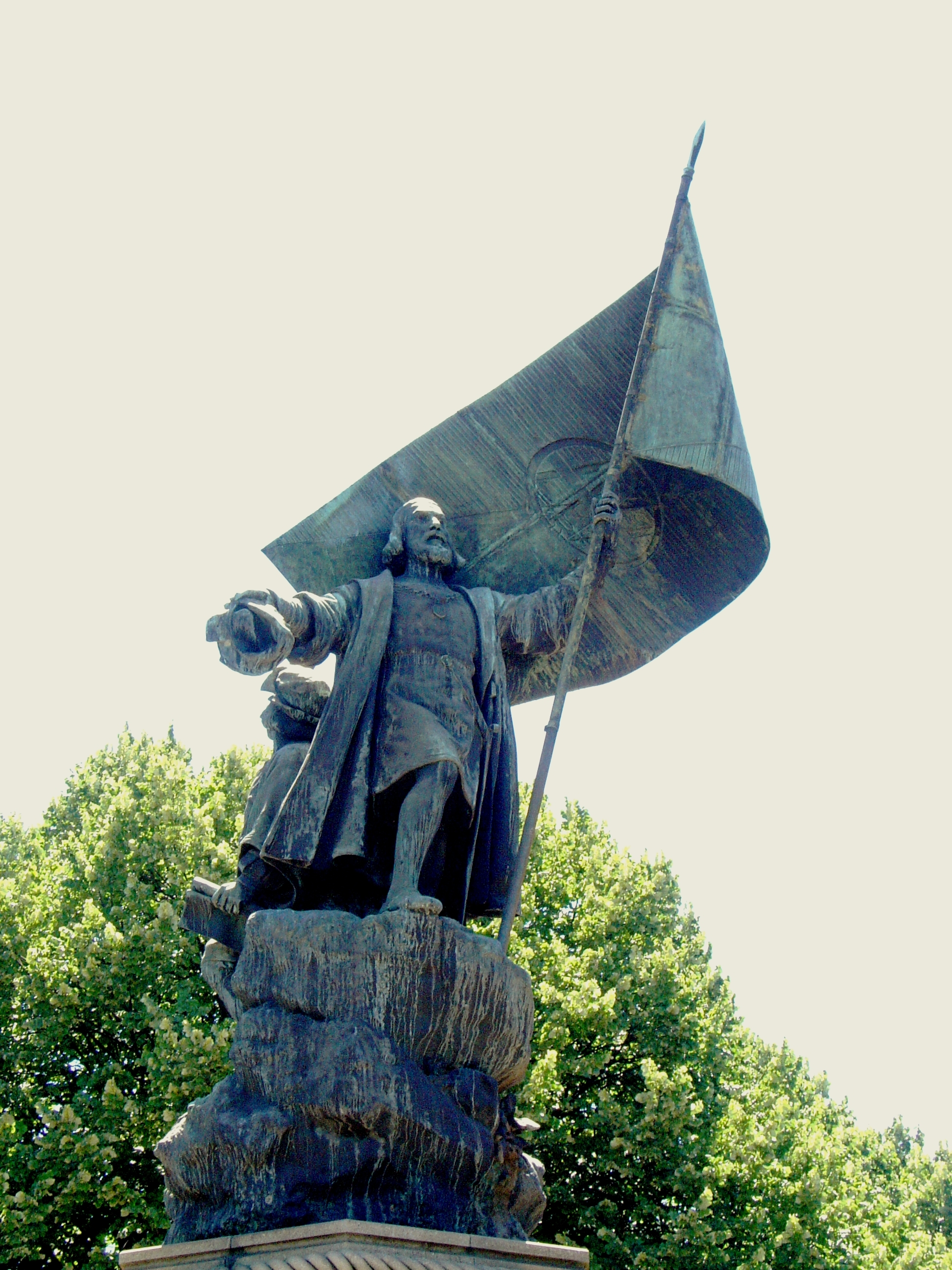
Monument dedicat lui Pedro Álvares Cabral. Lisabona